# Odontocolon stejnegeri
Odontocolon stejnegeri là một loài tò vò trong họ Ichneumonidae.